# Thomas Meyer (Schriftsteller)
Thomas Meyer (* 20. Januar 1974 in Zürich) ist ein Schweizer Schriftsteller, Drehbuchautor, Podcaster und Aktionskünstler.

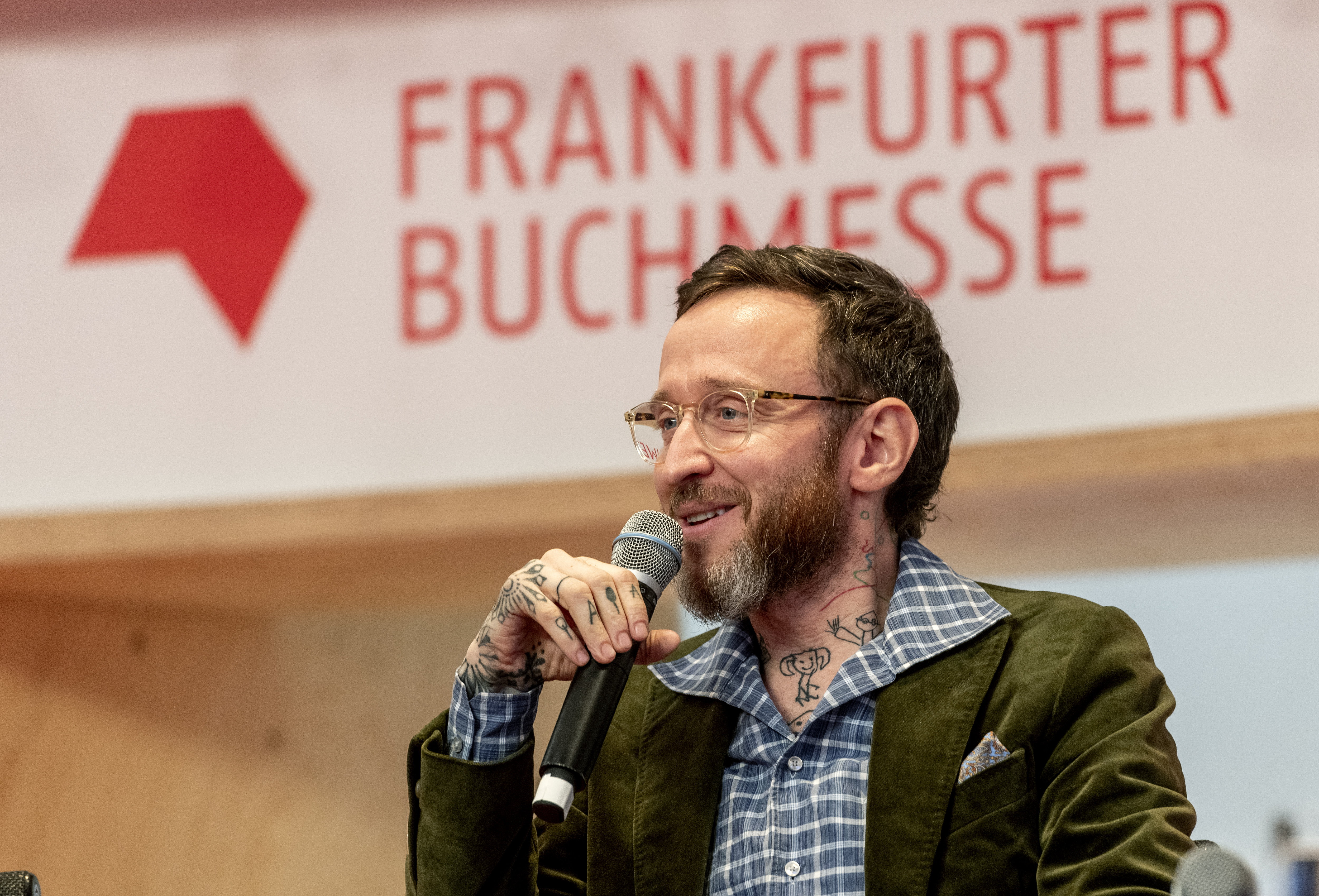
Thomas Meyer an der Frankfurter Buchmesse, 2019

## Leben und Arbeit
Thomas Meyer wurde in Zürich als Sohn einer jüdischen Mutter und eines christlichen Vaters geboren und wuchs in Mellingen und Wädenswil auf. Nach einem abgebrochenen Studium der Jurisprudenz an der Universität Zürich arbeitete er als Werbetexter und Journalist. 2006 absolvierte er eine Ausbildung zum Coach. Er lebt in Zürich-Albisrieden und ist Vater eines Kindes.
Erste Beachtung als Autor erlangte er ab 1998 mit unter dem Pseudonym Hans Schmerz veröffentlichten Online-Kolumnen und als Autor der Zürcher Underground-Zeitschrift KULT. 2007 machte er sich als Autor und Texter selbstständig.

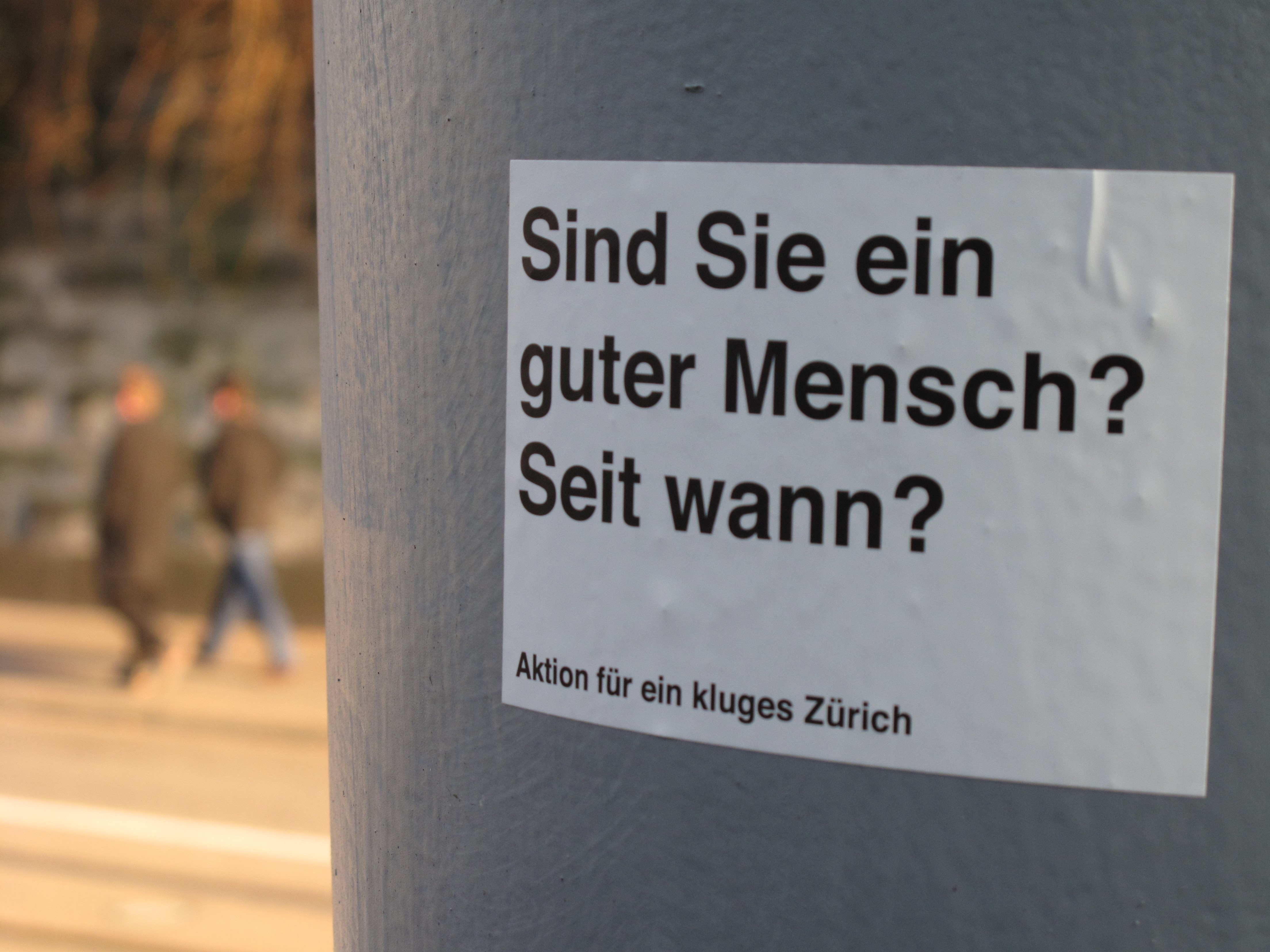
Aufkleber der «Aktion für ein kluges Zürich», eines Street-Art-Projekts von Thomas Meyer (Zürich, 2008)

2012 erschien Meyers Debütroman Wolkenbruchs wunderliche Reise in die Arme einer Schickse beim Salis Verlag. Der Roman, der von den Liebesnöten eines jungen orthodoxen Juden handelt und Deutsch mit Jiddisch kombiniert, war 2012 für den Schweizer Buchpreis nominiert und stand insgesamt 70 Wochen lang auf der offiziellen Schweizer Bestsellerliste. Für das Werk, das bislang über 200 000 Mal verkauft worden ist, erhielt Thomas Meyer 2013 den Anerkennungspreis des Zolliker Kunstpreises.
Im Sommer 2017 wurde das Buch unter demselben Titel verfilmt. Meyer schrieb das Drehbuch, Regie führte der Schweizer Michael Steiner. Der Film war die erfolgreichste Schweizer Produktion 2018 und war fünfmal für den Schweizer Filmpreis 2019 nominiert, darunter für das beste Drehbuch. Er ist im Weiteren die erste Schweizer Produktion, die weltweit auf Netflix gezeigt wird.
2019 veröffentlichte Thomas Meyer die Fortsetzung Wolkenbruchs waghalsiges Stelldichein mit der Spionin. Abermals sprach er das Hörbuch selbst ein. Es wurde für den Deutschen Hörbuchpreis 2020 in der Sparte «Beste Unterhaltung» nominiert und kam auf die Shortlist.
2015 publizierte der Salis Verlag Meyers historischen Roman Rechnung über meine Dukaten. Das Werk handelt vom preußischen König Friedrich Wilhelm I. und den Langen Kerls – seiner Leibgarde aus großen Männern. Es verwendet eine Reihe von Ausdrücken und Schreibweisen des 18. Jahrhunderts. Den Rahmen bildet eine Liebesgeschichte zwischen einem der unfreiwillig rekrutierten «Sechsfüßer» und einer großgewachsenen Potsdamer Bäckerstochter.
«Meyer rät»

Seit 2014 schreibt Meyer für das Magazin des Schweizer SonntagsBlicks eine wöchentliche Ratgeberkolumne. Dabei beantwortet er Zuschriften von Leserinnen und Lesern oder persönliche Schilderungen von Freunden und zufälligen Bekanntschaften zu den Themen Liebe, Beziehung, Familie und Beruf. Die bisher rund 350 Kolumnen wurden teilweise in Buchform publiziert.
«Aktion für ein kluges Zürich»

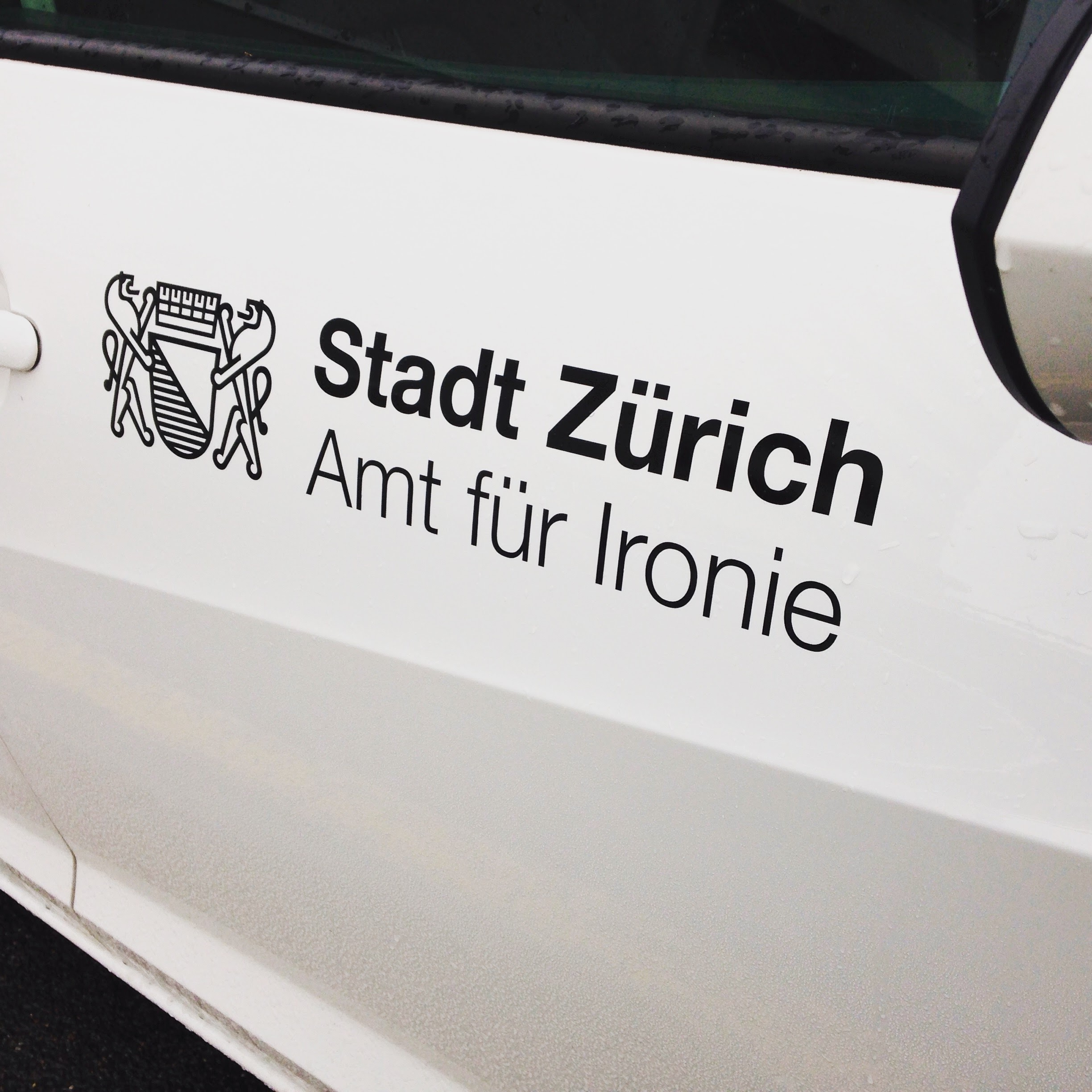
Den offiziellen Fahrzeugbeschriftungen nachempfundener Aufkleber auf dem Privatwagen von Thomas Meyer

Von 2007 bis 2010 führte Thomas Meyer das Street-Art-Projekt «Aktion für ein kluges Zürich» durch, indem er im öffentlichen Raum Aufkleber mit Fragen anbrachte. 2013 erschien beim Salis Verlag ein Postkarten-Set von Meyer, das unter dem Titel Wem würden Sie nie im Leben eine Postkarte schicken? zum Teil Fragen aus dieser Aktion aufgreift.
«Amt für Ironie»
2014 hat Thomas Meyer sein privates Auto mit der Aufschrift «Stadt Zürich – Amt für Ironie» versehen. Daneben ist das offizielle Zürcher Stadtwappen abgebildet. Die Stadt Zürich drohte Meyer in den Medien mehrfach mit Konsequenzen.
Trennungscoaching

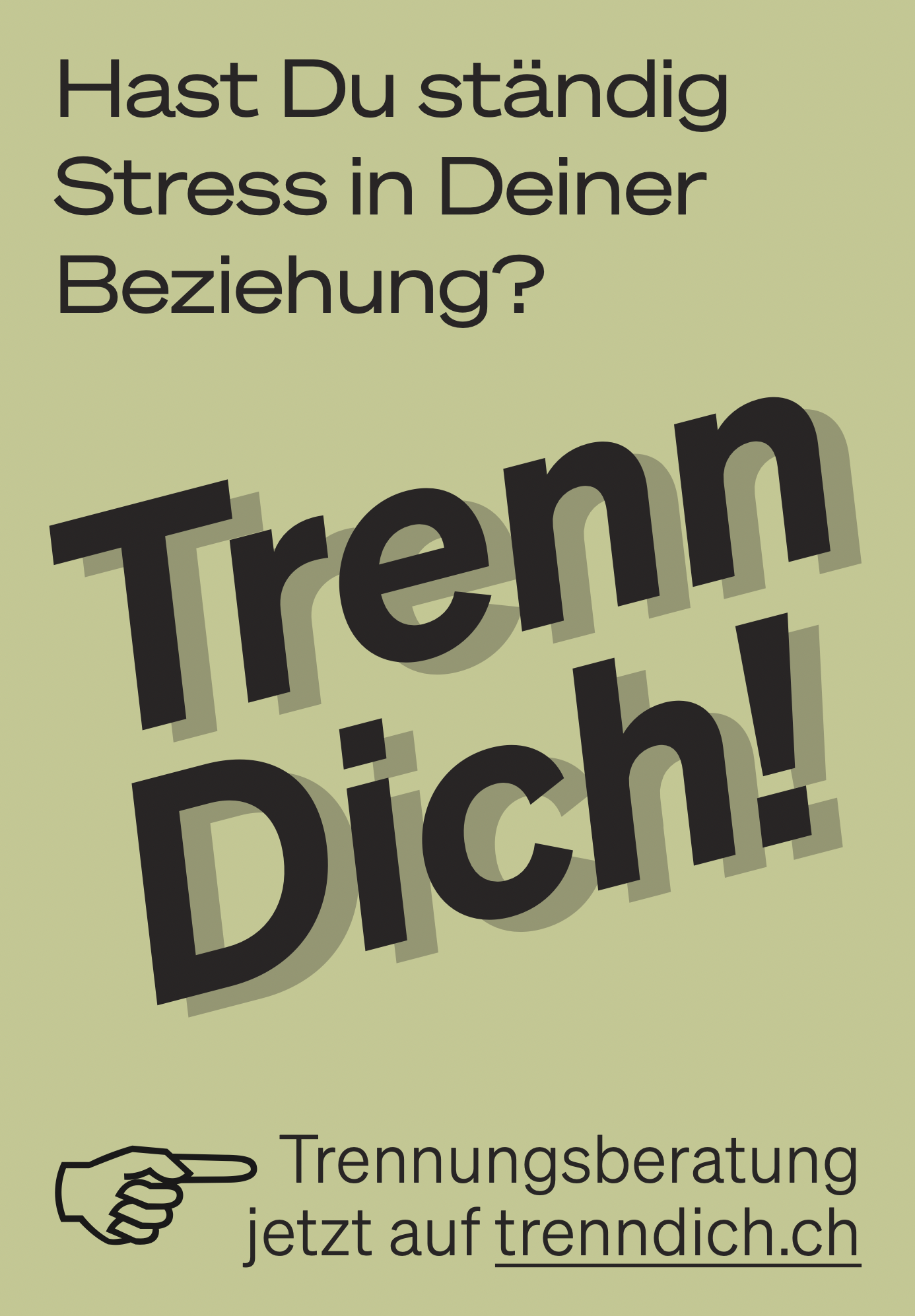
Plakat, mit dem Thomas Meyer in Zürich sein Trennungscoaching bewirbt (August 2022)

Nach der Publikation seines Buches «Trennt euch!» wurde Thomas Meyer regelmäßig mit Beratungsanfragen zum Thema Trennungen kontaktiert. Seit Sommer 2022 bietet er deshalb Trennungscoaching in Zürich an und berät Menschen, die vor einer Trennung stehen oder eine hinter sich haben.

## Werke
Belletristik
- Wolkenbruchs wunderliche Reise in die Arme einer Schickse. Salis, Zürich 2012.[6][7][8]
- Rechnung über meine Dukaten. Salis, Zürich 2014.
- Ich frage, was für Tee es sei, der schmecke so gut (Kurzgeschichte). Salis, Zürich 2015.
- Wäre die Einsamkeit nicht so hilfreich, könnte man glatt daran verzweifeln. Salis, Zürich 2015.
- Trennt Euch! Salis, Zürich 2017.
- Verschiedene Arten von Warten. Diogenes, Zürich 2019.
- Meyers kleines Taschenlexikon. Salis, Zürich 2019.
- Meyer rät (Sammlung der SonntagsBlick-Kolumnen). Beobachter, Zürich 2019.
- Wolkenbruchs waghalsiges Stelldichein mit der Spionin. Diogenes, Zürich 2019.
- «Was soll an meiner Nase bitte jüdisch sein?» Über den Antisemitismus im Alltag. Salis, Zürich 2021
- Hat sie recht? (Weitere Sammlung der SonntagsBlick-Kolumnen). Diogenes, Zürich 2021.
- Auf Mut kannst Du lange warten. Salis, Zürich 2024.

Comic
- Ich bin doch kein:e Antisemit:in! Sachcomic mit Lisa Frühbeis. HFF, München, 2022.

Bilderbuch
- Wie der kleine Stern auf die Welt kam. Diogenes, Zürich 2020.
- Das Tännchen Felix. NordSüd, Zürich 2023.

Drehbuch
- Wolkenbruchs wunderliche Reise in die Arme einer Schickse. Verfilmung August bis Oktober 2017 in Zürich und Tel Aviv durch die Produktionsfirmen Turnus Film (Zürich) und DCM (Berlin). Regisseur: Michael Steiner

Weitere Werke
- Die Federhure. Kolumnenband. Edition J. Zentner, Zürich 2001.
- Die Federhure ff. Kolumnenband. Fairlane, Zürich 2002.
- Wem würden Sie nie im Leben eine Postkarte schicken? Set mit 48 Postkarten. Salis, Zürich 2013.
- Mit wem möchten Sie endlich mal Klartext reden? Kartenspiel. Salis, Zürich 2021.
- Trennt Euch! Die Praxisbox. Brettspiel. Salis, Zürich, 2022.